# Western Academy of Beijing
Die Western Academy of Beijing (WAB) ist eine Pekinger Privatschule. Sie wurde 1994 gegründet. Zu ihr gehört eine Kleinkindertagesstätte, eine Grundschule, eine Mittelschule und ein Gymnasium.

## Profil
Die WAB verwendet das International Baccalaureate Primary Years Program (IB PYP) bis zur 5. Klasse, das IB MYP (IB Middle Years Programme) bis einschließlich zur 10. Klasse und das IBO-DP für die 12. Klasse. Die WAB war eine der 500 Internationalen Schulen in China, die vom Pekinger Organisationskomitee für die Olympischen Spiele 2008 als olympische Bildungsmodellschule anerkannt war. Sie war eine der 120 Schulen, die als „Ausgezeichnetes Beispiel“ anerkannt wurden.

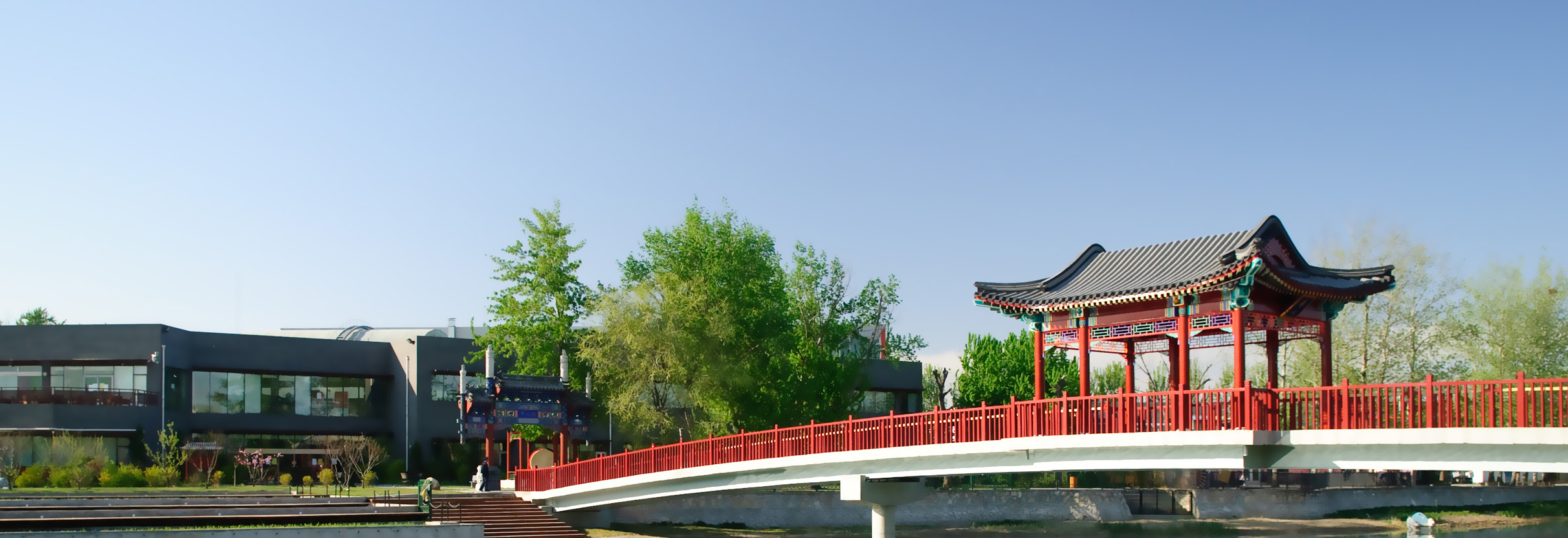
Die Brücke, die High- und Middle-School der Western Academy of Beijing miteinander verbindet

## Ausstattung
Die Schule verfügt über drei Bibliotheken: die Bibliothek Sabina Brady, die Rote Schriftrolle und das Grüne Sky Studio. Der HUB ist das Sport-, Kunst- und Technologiezentrum der Mittelschüler und Gymnasiasten. Zu den sportlichen Einrichtungen gehören drei Sporthallen, acht Turnhallen, ein Schwimmbad, ein Fitness-Center, eine Leichtathletikbahn, Tennisplätze, ein Fußballplatz, ein Indoor- und ein Outdoor-Basketballplatz sowie Vertex Kletterwände. Die Schule hat fünf Theater, Computerräume, mehrere naturwissenschaftliche Fachräume, zwei Fotostudios sowie weitere Fachräume.

## WABX
WABX ist ein außerschulisches Programm an der WAB, wozu Sport- und verschiedene andere Aktivitäten gehören. Die Schule beteiligt sich an mehreren interschulischen sportlichen Wettbewerben, einschließlich der ACAMIS (Verband der chinesischen und mongolischen Internationalen Schulen,) ISAC (Internationaler Schulverein in China), EARCOS und APAC. Es werden auch Rugby und Fußball unterrichtet.

## Studentenleben

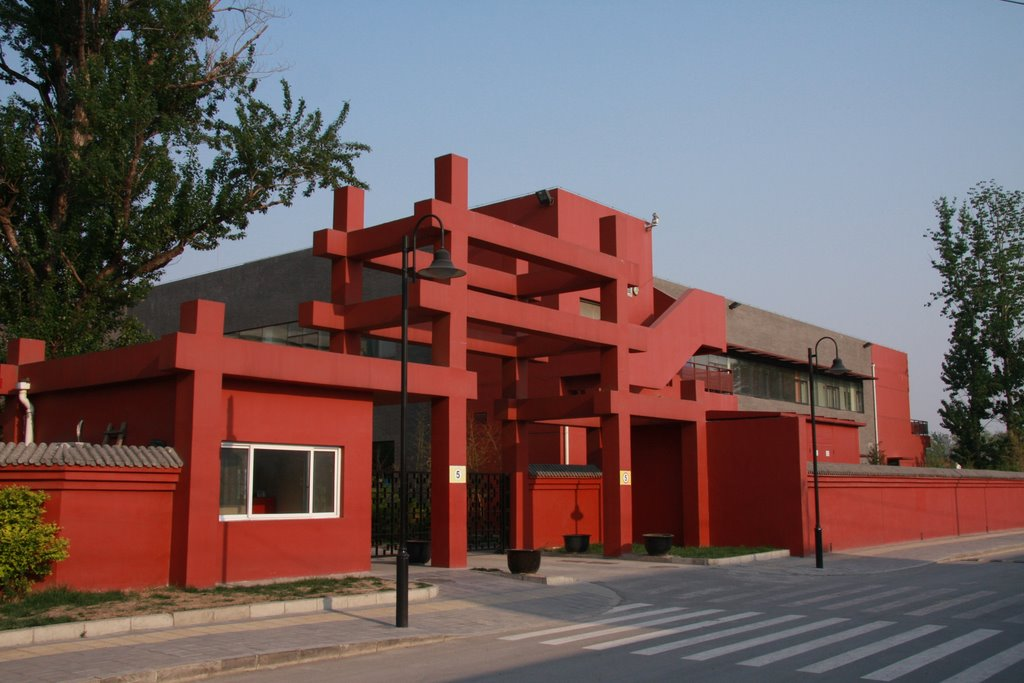
Der Eingang der Western Academy of Beijing

Die Schule hat viele Wohltätigkeitsorganisationen, die aktiv in der örtlichen Gemeinschaft beteiligt sind. Jede Abteilung (ES, MS und HS) hat eine Studentenregierung, als Student Council (Stu Co). Die WAB hat auch viele außerschulische Clubs wie:
- Roots & Shoots
- Schreiben Lab
- Gerade-Homosexuelle Allianz
- Drama
- Student Council
- Jahrbuch[4]
- Bands
- Model United Nations
- Globale Probleme der Netzwerk

Das Essen in der WAB wird von Aramark bereitgestellt. Es gibt verschiedene internationale Gerichte.

## Akkreditierung
Die WAB wird von vielen Verbänden wie IBO, NCCT, NEASC, ACAMIS und den GUS akkreditiert.